# The Forger (film 2012)
The Forger, precedentemente noto con il titolo Carmel-by-the-Sea, è un film del 2012 diretto da Lawrence Roeck.
Le riprese sono avvenute a inizio 2009.
È l'ultimo dell'attrice Lauren Bacall.

## Trama
Joshua Mason è un sedicenne difficile abbandonato dalla famiglia di Carmel. Joshua è un incredibile prodigio artistico e viene introdotto nel mondo della falsificazione. Successivamente conosce un'artista, Annemarie Sterling, la quale è una sostenitrice degli artisti e della loro autenticità.